# Ismene

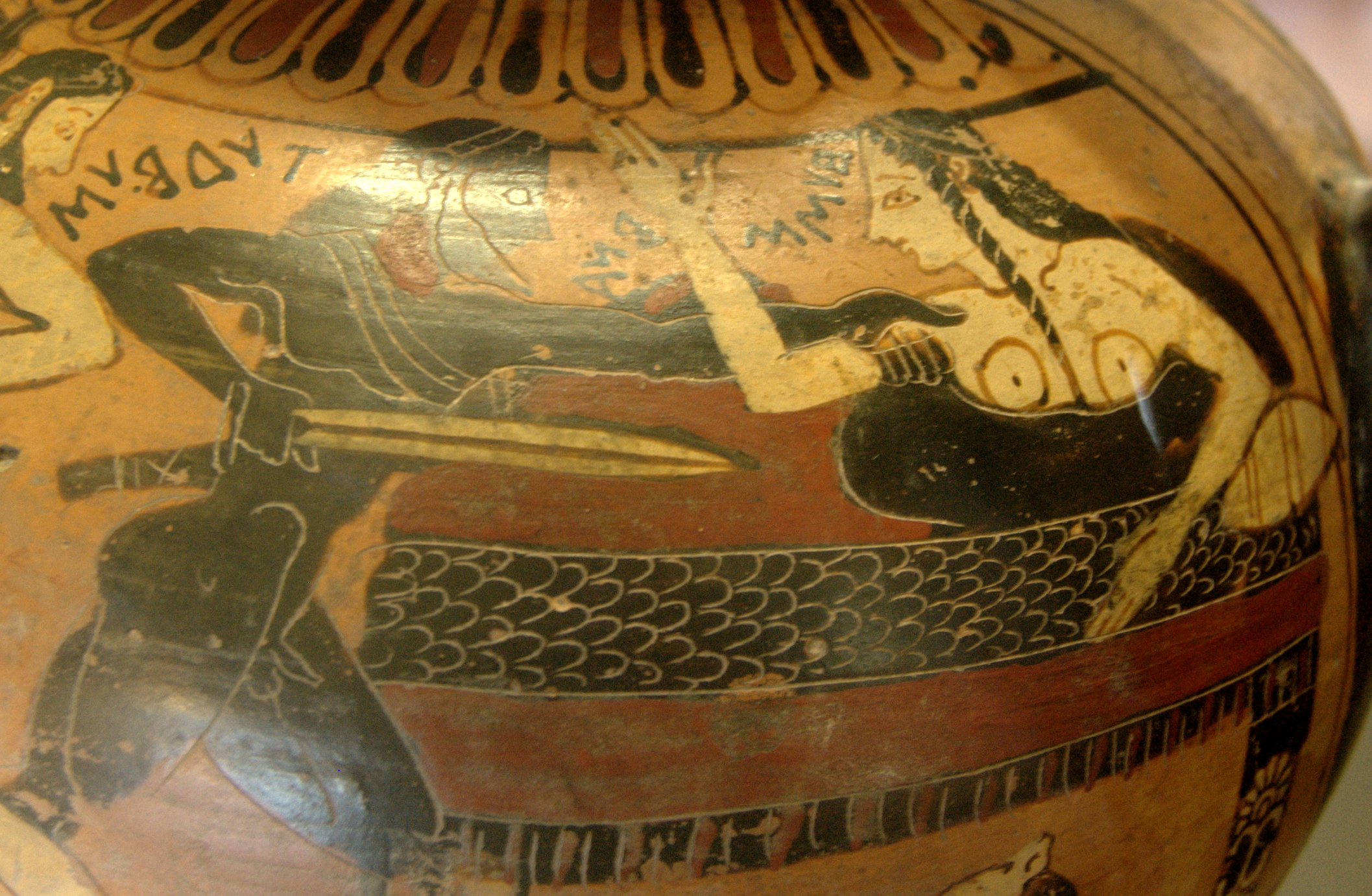
Tydeus și Ismene
(amforă corintiană,
cca. 560 î.C., Muzeul Luvru)

În mitologia greacă, Ismene (greacă: Ίσμηνη Ismênê) a fost fiica și sora lui Oedip, fiica și nepoata Iocastei și sora Antigonei, a lui Eteocle și Polynice.
Apare în mai multe piese scrise de Sofocle: la sfârșitul piesei Oedip rege și în Oedip la Colonos și Antigona. Apare și în opera lui Eschil, Cei 7 contra Tebei.